# 丛林素馨
丛林素馨（学名：Jasminum duclouxii）为木犀科素馨属的植物，为中国的特有植物。分布于中国大陆的云南、广西等地，生长于海拔1,200米至3,100米的地区，一般生长在林中、峡谷和灌丛中，目前尚未由人工引种栽培。

## 别名
杜氏素馨（植物分类学报） 夹竹桃叶素馨（植物研究）